# Захаров, Владимир Николаевич (тренер)
Владимир Николаевич Захаров (13 июля 1946 — 19 июля 2021) — советский и российский тренер по плаванию. Заслуженный тренер РСФСР (1990).

## Биография
Владимир Николаевич Захаров родился 13 июля 1946 года. Кандидат в мастера спорта СССР по плаванию. В 1969 году окончил кафедру плавания Волгоградского государственного института физической культуры. После окончания спортивной карьеры стал работать тренером по плаванию в бассейне «Судоверфь». Преподает в спорткомплексе «Волга» и центре спортивной подготовки «Волгоградская областная школа высшего спортивного мастерства по плаванию». Старший тренер сборной команды России по плаванию на открытой воде.
Наиболее высоких результатов среди его воспитанников добились:
- Лариса Ильченко — олимпийская чемпионка 2008 года, трёхкратная чемпионка мира (2005, 2007), пятикратная чемпионка мира на открытой воде (2004, 2006, 2008)[7][8][9][10],
- Юрий Кудинов — трёхкратный чемпион мира (2001, 2003, 2007), двукратный чемпион мира на открытой воде (2000, 2002), чемпион Европы 2002 года[11],
- Константин Ушков — серебряный призёр Олимпийских игр 1996 года,
- Ольга Кириченко-Панкратова — бронзовый призёр Олимпийских игр 1992 года,
- Евгений Седов — чемпион мира 2014 года, двукратный чемпион Европы 2015 года[12].

## Награды и звания
- Почётное звание «Заслуженный тренер РСФСР» (1990).
- Орден Дружбы (2010)[13]
- «Тренер года» по версии Федерации плавания России (2015)[14].